# لائورا مورانته
لائورا مورانته (ایتالیایی: Laura Morante؛ زادهٔ ۲۱ اوت ۱۹۵۶) بازیگر اهل ایتالیا است. 
از فیلم‌هایی که وی در آن نقش داشته‌است، می‌توان به نرون، اتاق پسر، ماریانا اوکریا، رقصنده طبقه بالا، در امتداد رودخانه به سمت درخت‌ها و من و پادشاه اشاره کرد.